# Джеймс Ето'о
Джеймс Армел Ето'о Ейенга (на френски: James Armel Eto'o Eyenga) е камерунски футболист, който играе на поста дефанзивен полузащитник. Състезател на ЦСКА София.

## Кариера
На 23 септември 2021 г. Ето'о е обявен за ново попълнение на Ботев Пловдив. Записва официалния си дебют за отбора на 21 септември, в мач от Купата на България, срещу Етър, който мач бива спечелен от "болярите" с 1:0 след продължения.